# Хокејашка лига СР Југославије 1995/96.
Хокејашка лига СР Југославије 1995/96. је било пето такмичење организовано под овим именом.

## Систем такмичења
У регуларном делу наступила су четири клуба. Сваки клуб одиграо је по 12 меча. У полуфиналу плеј офа се играло на два добијена меча, а у финалу на три добијена меча.
Шампион је постала Црвена звезда. То је клубу била трећа титула у Хокејашкој лиги СР Југославије.
За најбољег играча је проглашен Александар Косић (Црвена звезда), 53 поена (37 голова, 16 асистенција)

## Клубови
| Клуб          | Град     | Арена                  | Капацитет | Основан |
| ------------- | -------- | ---------------------- | --------- | ------- |
| Партизан      | Београд  | Ледена дворана Пионир  | 2000      | 1948    |
| Црвена звезда | Београд  | Ледена дворана Пионир  | 2000      | 1946    |
| Војводина     | Нови Сад | СПЕНС                  | 1000      | 1957    |
| Спартак       | Суботица | Стадион малих спортова | 4000      | 1945    |

## Табела
| #  | Клуб          | ИГ | Д  | Н | ИЗ | ГД  | ГП  | Б  |
| -- | ------------- | -- | -- | - | -- | --- | --- | -- |
| 1. | Црвена звезда | 12 | 12 | 0 | 0  | 130 | 28  | 24 |
| 2. | Војводина     | 12 | 7  | 0 | 5  | 70  | 45  | 14 |
| 3. | Партизан      | 12 | 3  | 0 | 9  | 50  | 95  | 6  |
| 4. | Спартак       | 12 | 2  | 0 | 10 | 32  | 113 | 4  |

ИГ = одиграо, Д = победио, Н = нерешено, ИЗ = изгубио, ГД = голова дао, ГП = голова примио, Б = бодова

## Плеј оф

### Полуфинале 1
Црвена звезда - Спартак 2:0
- Црвена звезда - Спартак 13:1, 5:0

### Полуфинале 2
Војводина - Партизан 2:0
- Војводина - Партизан 6:3, 8:3

### Финале
Црвена звезда - Војводина 3:0
- Црвена звезда - Војводина 4:2, 7:4, 12:2

| Првак Хокејашке лиге СР Југославије 1995/96. |
| -------------------------------------------- |
| КХК Црвена звезда 3. Титула                  |